# Carin Boalt
Carin Margareta Boalt, född 19 april 1912 på Molstaberg i Vårdinge, död 28 april 1999, var professor i byggnadsfunktionslära vid Lunds tekniska högskola och blev 1964 den första kvinnliga professorn vid en svensk teknisk högskola. Hon blev därmed också den första kvinnliga professorn i Lund (dock ej vid Lunds universitet, vilket Birgitta Odén blev 1965).
Boalt var dotter till godsägare Karl Åkerman och hans hustru Lydia, född Löfström, samt dotterdotter till Anders Petter Löfström. Boalt blev fil.mag. i Stockholm 1935 och fil.lic. i Lund 1963. Hon var anställd vid Kooperativa Förbundet och sysslade med näringsfrågor 1937–1939. Åren 1939–1944 arbetade hon på Statens institut för folkhälsan med kostfrågor och då Hemmens forskningsinstitut (numera Konsumentverket) startade 1944 blev hon dess verksamhetschef till 1957. 
Åren 1958–1959 arbetade Boalt med forskningsprojektet ”1000 husmödrar om hemarbetet” samtidigt som hon studerade statistik och sociologi. 1960–1961 arbetade hon på Statens institut för byggnadsforskning och 1962–1964 var hon assistent vid sociologiska institutionen vid Stockholms universitet. 1964–1977 var Carin Boalt professor vid Lunds tekniska högskola (som 1964 var fristående från Lunds Universitet). Hon var gift 1935–1957 med Gunnar Boalt, professor i sociologi samt var syster till Brita Åkerman.